# Hevea benthamiana
Hevea benthamiana también llamado caucho o goma seringa es una especie de árbol que pertenece a la familia de las Euforbiáceas. El género Hevea comprende a unas veinte especies aproximadamente, la mayoría localizadas en la cuenca del río Amazonas y el Orinoco en países como Brasil, Colombia, Ecuador, Perú y Venezuela.

## Taxonomía
El género fue descrito por Johannes Müller Argoviensis y publicado en Linnaea 34: 204. 1865. El caucho americano proviene de especies de los géneros Hevea (Euphorbiaceae). Castilloa (Moraceae) y Hancornia (Apocynaceae). 

### Etimología
El nombre botánico Hevea nombre genérico que es el nombre vernáculo empleado por los indígenas para designar a estos árboles, y benthamiana epíteto otorgado en honor del botánico inglés George Bentham (1880-1884).
El Caucho Hevea, conocido también con los nombres vulgares  de "goma  seringa", "jacia", "goma fina", "seringa blanca", pero el nombre más popular internacionalmente, es el de caucho (palabra de origen indígena  compuesta por Ca, que significa árbol y uchú, que quiere decir que llora). Hace alusión al látex que desprende cuando se le hace una incisión. Científicamente el caucho-hevea es Hevea benthamiana Müll.Arg.

## Descripción
Es un árbol de hasta 20 m de alto (aislado llega a 45 m); con látex abundante, blanco, espeso; se pone de manifiesto ante cualquier incisión en el tronco o en las ramas. Ramitas jóvenes y peciolos de las hojas pubérulos. Estípulas linear-lanceoladas, de unos 3 mm de largo.
Hojas alternas, compuestas, con 3 foliolos u hojitas enteros, pinnatinervios. Oblongo-aovados, de 9 a 12 cm de largo por 4 a 5 cm de ancho, ligeramente pubescentes en la cara inferior.
Flores pequeñas, axilares, agrupadas en inflorescencias tan larfas como las hojas. ramitas de las inflorescencias ferrugineo-tomentosas; flores masculinas y femeninas separadas, pero planta monoica; las masculinas de unos 2 mm de largo; las femeninas de 4 a 5 mm de largo. Cáliz con 5 lóbulos profundamente partidos; lóbulos angosto-triangulares a lanceolados, ligeramente acuminados. Las flores suelen estar presentes a mediado del periodo de sequía. Estambres: 10, ovario ferrugineo-sedoso.
Frutos grandes, leñosos, formados por tres cocos, semillas pequeñas, ovoideas

## Hábitat

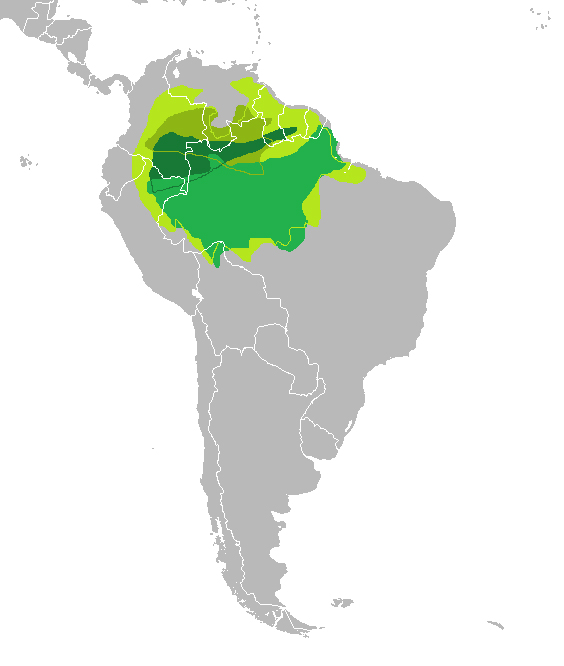
Distribución del género Hevea

La especie es originaria del norte de Brasil, Colombia y Venezuela. Su rango está completamente al norte del río Amazonas y cubre gran parte del sistema del río Negro y el río Vaupés. Crece en áreas de selva tropical que se inundan con frecuencia, a menudo en asociación con la planta Mauritia carana. Debido a sus diferentes necesidades de hábitat, no se extiende al oeste como el Hevea guianensis, el Hevea nitida o el Hevea pauciflora.

## Historia
Los primeros historiadores, del tiempo de la colonia referían con asombro como los indígenas de México y de Haití y de otros países se divertían jugando con unas pelotas elásticas, que hacían rebotar con las manos, pies, hombros, etc. las cuales fabricaban con la resina de un árbol llamado ’’ule’’. Que también servía para impermeabilizar las telas y curar dolencias. Estas observaciones fueron referidas por historiadores como Pedro Mártir de Anghiera (1521). Slahan (1529). Fernández Oviedo (1535). Después no vuelve a hablarse de esto durante los siguientes dos siglos hasta que el astrónomo francés Carlos M. de la Condamine (1735) lo dio a conocer a la Academia de Ciencias de París.
La Condamine visitó Ecuador y a su regreso de Quito tuvo la oportunidad de visitar Amazonas, recabando valiosos datos sobre productos indígenas. Esto le permitió dar a conocer, en París, las primeras noticias sobre la quina y caucho.
Los ingleses tomaron de Brasil semillas, las cuales sembraron en sus colonias tropicales de Asia y el mercado americano decayó. Durante muchos años anteriores a la Segunda Guerra Mundial que es cuando se inventó el caucho sintético,  el árbol de caucho-Hevea desató muchas ambiciones y encendió sangrientas rivalidades en los escenarios  económicos en los cuales  llegó a ser una de las riquezas vegetales más cotizadas de la industria mundial. En toda la cuenca del Amazonas y del Orinoco se extendían estos árboles que ocultan bajo su corteza gris el valioso látex espeso y blanco de tantas aplicaciones domésticas.

### En Venezuela
El vasto Estado de Amazonas está representado en la flora emblemática de Venezuela por uno de los árboles que ha tenido una importancia extraordinaria en la industria  internacional y particularmente en la de cauchos para vehículos.

## Usos
H. benthamiana produce un látex de buena calidad que es ligeramente inferior en calidad al del árbol de caucho de Pará, Hevea brasiliensis. El árbol se cultiva para la producción de caucho, pero no ampliamente como cultivo de plantación, aunque ocasionalmente se cultiva en Venezuela, Sri Lanka, Malasia e Indonesia. Se ha utilizado en programas de mejoramiento para aumentar la resistencia a enfermedades y mejorar las cualidades de crecimiento de Hevea brasiliensis. Las semillas contienen compuestos ciánicos, sustancias tóxicas y venenosas para los humanos cuando están crudas, Algunas personas locales las comen comúnmente cuando están bien cocidas pero otras las usan solo en tiempos de escasez de alimentos. Las semillas son hervidas por 24 horas, luego el líquido se tensa y la masa que queda tiene similitud al arroz que se ha hervido mucho.